# بانکسیا (بخشه)
بانکسیا (بخشه) (نام علمی: Banksia sect. Banksia) نام یک بخشه از سرده بانکسیا است.